# Ouderdomsverziendheid

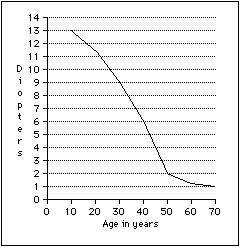
Accommodatievermogen als functie van leeftijd. Na het 42e jaar is het accommodatievermogen (3 dpt) in het algemeen onvoldoende om het benodigde verschil tussen veraf (6 m) en dichtbij (30 cm) te overbruggen

Ouderdomsverziendheid of presbyopie is een oogafwijking die tot gevolg heeft dat men dichtbij slechter kan zien.
Een normaal oog staat in rust ingesteld op oneindig; om op minder dan 6 meter (optisch oneindig) afstand scherp te zien moet het 
accommoderen. Met het ouder worden vermindert dit vermogen door het afnemen van de elasticiteit van de ooglens.
Kinderen kunnen bijvoorbeeld met hun neus vrijwel op de tekst toch nog goed lezen. Met het ouder worden moet men de tekst steeds wat verder weg houden, om het nog scherp te kunnen zien. In de praktijk merkt men daar pas wat van na het 40ste levensjaar. Dan wordt de afstand namelijk meer dan de normale leesafstand van 30 cm.  Meestal is vanaf de leeftijd van ongeveer 45 jaar een bril met positieve lenzen nodig ter correctie: een leesbril. Ook het zien op wat grotere afstanden (tussen 30 cm en 100 cm) wordt met stijgende leeftijd moeilijker: een beeldschermbril biedt dan uitkomst. Eerst kan men nog volstaan met een relatief zwakke bril (1 dioptrie). Op den duur is 2,50 dioptrie nodig, maar dit is persoonsgebonden.  Voor mensen die al een bril dragen, komt deze positieve correctie boven op de correctie die nodig is voor het vertezicht. Vroeger zat het leesgedeelte van de bril meestal als een apart zichtbaar segment onder in het glas (bifocaal). Tegenwoordig zijn er ook brillenglazen waarvan de sterkte geleidelijk van boven via een overgangsgebied naar beneden verloopt, zogenaamde multifocale of progressieve brillenglazen.
Ouderdomsverziendheid of presbyopie mag niet verward worden met verziendheid of hypermetropie. Een verziend oog moet accommoderen om op afstand scherp te zien. Als dit voortdurend accommoderen niet meer kan worden volgehouden, of klachten veroorzaakt, is een (positieve) correctie noodzakelijk.
Bijzienden hebben minder snel een leesbril nodig dan verzienden of mensen zonder oogafwijking (emmetropen), doordat hun vertepunt dichterbij ligt.